# Canton de Limoges-Beaupuy
Le canton de Limoges-Beaupuy est une ancienne division administrative française située dans le département de la Haute-Vienne et la région Nouvelle-Aquitaine. À la suite du redécoupage cantonal de 2014, le canton est fondu dans ceux de Limoges-2 et Limoges-3.

## Géographie
Entièrement situé sur la commune de Limoges, le canton de Limoges-Beaupuy s'étendait sur les quartiers Montjovis, Mas-Loubier et Louyat.

## Histoire
Conseillers généraux des anciens cantons de Limoges (jusqu'en 1973)

### Conseillers généraux du canton deLimoges-Est(créé par la loi du 3 juillet 1901)
| Période | Période      | Identité          | Étiquette  | Qualité |
| ------- | ------------ | ----------------- | ---------- | --- |
| 1901    | 1920 (décès) | Louis Goujaud     | Socialiste | Couleur de moules dans la porcelaine puis Négociant à Limoges                                                                   |
| 1920    | 1940         | Léon Betoulle     | SFIO       | Employé de bureau Député (1906-1924) Sénateur (1924-1944) Maire de Limoges (1912-1940) Président du Conseil Général (1929-1940) |
|         |              |                   |            | |
| 1945    | 1964         | Gustave Philippon | SFIO       | Avocat - Sénateur (1959-1968) Premier adjoint au Maire de Limoges (1953-1971)                                                   |
| 1964    | 1973         | Alphonse Denis    | PCF        | Ouvrier puis voyageur de commerce Député (1946-1958) Elu en 1973 dans le Canton de Limoges-Cité                                 |

### Conseillers d'arrondissement de Limoges-Est (de 1901 à 1940)
| Période                                  | Période | Identité       | Étiquette | Qualité |
| ---------------------------------------- | ------- | -------------- | --------- | --- |
| 1913                                     | 1940    | Firmin Couyaud | SFIO      | Conseiller municipal puis adjoint au maire de Limoges                                                       |
| 1940                                     |         |                |           | Les conseils d'arrondissement ont été suspendus par la loi du 12 octobre 1940 et n'ont jamais été réactivés |
| Les données manquantes sont à compléter. |         |                |           | |

### Conseillers généraux du canton deLimoges-Nord(1833 à 1973)
| Période | Période          | Identité                       | Étiquette                        | Qualité |
| ------- | ---------------- | ------------------------------ | -------------------------------- | --- |
| 1833    | 1848             | François Alluaud Aîné          |                                  | Fabricant de porcelaine Maire de Limoges (1830-1835)                                                           |
| 1848    | 1852             | Martial Dussoubs-Gaston        | Montagne                         | Avoué à Limoges - Député (1849-1851)                                                                           |
| 1852    | 1864             | François Alluaud Aîné          |                                  | Fabricant de porcelaine Maire de Limoges (1830-1835) puis Maire de Saint-Yrieix-sous-Aixe                      |
| 1864    | 1867             | Othon Péconnet Fils            |                                  | Avocat, maire de Limoges (1862-1867)                                                                           |
| 1867    | 1870             | Léon-Léonard Petit             |                                  | Président du Tribunal de commerce                                                                              |
| 1871    | 1879 (démission) | Justin Ninard                  |                                  | Bâtonnier de l'Ordre des avocats                                                                               |
| 1880    | 1886 (démission) | Jean-Baptiste Daniel-Lamazière | Républicain puis Gauche radicale | Ancien représentant du peuple (1849-1851) Député (1885-1889) Maire de Saint-Léonard                            |
| 1886    | 1910             | Théophile Raymond              | Radical                          | Professeur à l'Ecole de Médecine de Limoges                                                                    |
| 1910    | 1913 (démission) | Eugène Chateau                 | SFIO                             | Décorateur sur porcelaine à Limoges                                                                            |
| 1913    | 1928             | Jean Parvy                     | SFIO                             | Ouvrier céramiste puis journaliste Député (1914-1928) Maire de Rochechouart                                    |
| 1928    | 1934             | Paul Allégret                  | PRS                              | Avocat à Limoges                                                                                               |
| 1934    | 1940             | Gaston Charlet                 | SFIO                             | Avocat à Limoges                                                                                               |
|         |                  |                                |                                  | |
| 1945    | 1955             | Gaston Charlet                 | SFIO puis DVG                    | Avocat Premier adjoint au Maire de Limoges Député (1946) Sénateur (1946-1958)                                  |
| 1955    | 1973             | Pierre-Robert Normand          | SFIO puis PS                     | conseiller municipal puis adjoint au maire de Limoges (1953-1983) Elu en 1973 dans le Canton de Limoges-Carnot |

### Conseillers d'arrondissement de Limoges-Nord (de 1833 à 1940)
| Période                                  | Période          | Identité                      | Étiquette  | Qualité |
| ---------------------------------------- | ---------------- | ----------------------------- | ---------- | --- |
| 1833                                     | 1848             | M. Sohet-Thibaud              |            | Médecin à Limoges                                                                                           |
|                                          |                  |                               |            | |
|                                          | 1891 (démission) | Martial Béchade               |            | Adjoint au maire de Limoges, nommé Sous-Préfet de Lombez (Gers)                                             |
|                                          |                  |                               |            | |
| 1901                                     |                  | M. Lamande                    | Socialiste | |
|                                          |                  |                               |            | |
| 1910                                     | 1923 (décès)     | Émile Fougères (1875-1923)    | SFIO       | Peintre en voitures, conseiller municipal de Limoges, Président du Conseil d'arrondissement                 |
| 17 juin 1923                             | 1925             | Léon Berland (1885-1961)      | SFIO       | Employé, puis comptable, Président du Conseil d'arrondissement                                              |
| 1925                                     | 1940             | Antoine Coulaudon (1884-1961) | SFIO       | Tourneur-mécanicien à la manufacture des tabacs, conseiller municipal de Limoges                            |
| 1940                                     |                  |                               |            | Les conseils d'arrondissement ont été suspendus par la loi du 12 octobre 1940 et n'ont jamais été réactivés |
| Les données manquantes sont à compléter. |                  |                               |            | |

### Conseillers généraux du canton deLimoges-Ouest(créé par la loi du 3 juillet 1901)
| Période | Période           | Identité          | Étiquette                | Qualité |
| ------- | ----------------- | ----------------- | ------------------------ | --- |
| 1901    | 1903              | Amédée Girard     | Socialiste               | Docteur en médecine à Limoges                                                                                                  |
| 1903    | 1907              | Léonard Nicolas   | Républicain              | Adjoint spécial de la section de Landouge, à Limoges                                                                           |
| 1907    | 1908 (annulation) | Adrien Desbrières | Républicain Progressiste | Docteur en médecine à Limoges                                                                                                  |
| 1908    | 1909 (décès)      | Léonard Nicolas   | Républicain              | Adjoint spécial de la section de Landouge, à Limoges                                                                           |
| 1909    | 1940              | Achille Fèvre     | SFIO                     | Journaliste Adjoint au Maire de Limoges Sénateur (1927-1942)                                                                   |
|         |                   |                   |                          | |
| 1945    | 1952              | Gaston Cougnoux   | SFIO puis RPF            | Directeur de coopérative |
| 1952    | 1973              | Louis Longequeue  | SFIO puis PS             | Pharmacien Député (1958-1977) Sénateur (1977-1990) Maire de Limoges (1956-1990) Elu en 1973 dans le Canton de Limoges-Landouge |

En 1907, dans le canton de Limoges-Ouest, les 3 candidats (M. Nicolas, républicain (centre-gauche), M. Fèvre, socialiste, et M. Desbrières, républicain progressiste (centre-droit) obtiennent chacun 1333 voix. M. Nicolas est élu au bénéfice de l'âge.
(Source : "Le Temps" du 6 août 1907 - https://gallica.bnf.fr/ark:/12148/bpt6k2390768/f2.zoom.langFR - Consulté le 18 mars 2015)

### Conseillers d'arrondissement de Limoges-Ouest (de 1901 à 1940)
| Période                                  | Période | Identité                | Étiquette  | Qualité |
| ---------------------------------------- | ------- | ----------------------- | ---------- | --- |
| 1901                                     |         | M. Issanchou            | Socialiste | |
|                                          |         |                         |            | |
| 1913                                     | 1922    | Jean Delhoume           | SFIO       | Chef cantonnier à Limoges                                                                                   |
| 1922                                     | 1940    | Jean Mallet (1887-1973) | SFIO       | Conseiller municipal de Limoges (1919-1941)                                                                 |
| 1940                                     |         |                         |            | Les conseils d'arrondissement ont été suspendus par la loi du 12 octobre 1940 et n'ont jamais été réactivés |
| Les données manquantes sont à compléter. |         |                         |            | |

### Conseillers généraux du canton deLimoges-Sud(1833 à 1973)
| Période        | Période      | Identité                                | Étiquette                    | Qualité |
| -------------- | ------------ | --------------------------------------- | ---------------------------- | --- |
| 1833           | 1848         | Louis-Joachim Boudet Aîné (1778-1860)   |                              | Négociant à Limoges |
| 1848           | 1852         | Théodore Bac                            | Républicain (Saint-simonien) | Avocat Maire de Limoges (1848) Député (1848-1851)                                                                                       |
| 1852           | 1867         | Joseph-Martial dit Armand Noualhier     | Majorité dynastique          | Emailleur, député (1852-1870) Maire de Limoges                                                                                          |
| 1867           | 1889         | Jean Joseph Léonard Nassans (1809-1892) | Républicain                  | Notaire à Limoges Maire de Limoges (1870)                                                                                               |
| 1895           | 1910         | Émile Labussière                        | Républicain Socialiste       | Entrepreneur de travaux publics puis Trésorier-payeur-général à La Réunion Maire de Limoges (1889-1892 et 1895-1905) Député (1893-1906) |
| 1910           | 1934         | Sabinus Valière                         | SFIO                         | Rédacteur en chef du Populaire du Centre Député (1914-1928 et 1932-1940) Adjoint au Maire de Limoges, conseiller d'arrondissement       |
| 1934           | 1940         | Guy Charrière (1908-1977)               | RG                           | Avocat à Limoges |
|                |              |                                         |                              | |
| 1945           | 1970 (décès) | Roger Forgeas                           | SFIO                         | Quincaillier à Limoges Vice-Président du Conseil Général                                                                                |
| 4 octobre 1970 | 1973         | Robert Lecomte                          | SFIO puis PS                 | Adjoint au maire de Limoges (1965-1989) suppléant du député René Regaudie (1967-1973) Elu en 1973 dans le Canton de Limoges-Panazol     |

### Conseillers d'arrondissement du canton de Limoges-Sud (de 1833 à 1940)
| Période                                  | Période          | Identité                                      | Étiquette              | Qualité |
| ---------------------------------------- | ---------------- | --------------------------------------------- | ---------------------- | --- |
| 1833                                     | 1848             | Gabriel Grégoire Bourdeau-Lajudie (1788-1877) |                        | Ancien député (1830-1831), propriétaire et receveur de l'hospice à Limoges                                  |
|                                          |                  |                                               |                        | |
| 1892                                     | 1898             | Firmin Tarrade                                | Radical                | Adjoint au maire de Limoges                                                                                 |
| 1898                                     | 1907             | M. Martin jeune                               | Républicain socialiste | |
| 1907                                     | 1910             | Sabinus Valière                               | SFIO                   | Rédacteur en chef du Populaire du Centre, adjoint au Maire de Limoges                                       |
| 1910                                     | 1922 (démission) | Paul Boudeaud                                 | SFIO                   | Propriétaire à Solignac                                                                                     |
| 1922                                     |                  | Joseph Dominique (1859-1941)                  | SFIO                   | Vannier, débitant, commerçant, maire de Feytiat                                                             |
| 1940                                     |                  |                                               |                        | Les conseils d'arrondissement ont été suspendus par la loi du 12 octobre 1940 et n'ont jamais été réactivés |
| Les données manquantes sont à compléter. |                  |                                               |                        | |

### Conseillers généraux du canton de Limoges-Beaupuy (1973 à 2015)
| Période | Période | Identité                         | Étiquette | Qualité |
| ------- | ------- | -------------------------------- | --------- | --- |
| 1973    | 1982    | Albert Renaudie                  | PCF       | Médecin conseiller municipal de Limoges (1977-1995)                                                               |
| 1982    | 1988    | Jean-Pierre Juillard (1931-2012) | PS        | |
| 1988    | 2015    | Marie-Françoise Pérol-Dumont     | PS        | Professeure Présidente du conseil général (2004-2015) Député de la Haute-Vienne (1997-2012) Sénatrice (2014-2020) |

## Composition
- Le canton de Limoges-Est regroupait deux bureaux de la commune de Limoges et la commune du Palais.

- Le canton de Limoges-Nord regroupait cinq bureaux de la commune de Limoges.

- Le canton de Limoges-Ouest regroupait trois bureaux de la commune de Limoges et les communes de Landouge, Couzeix et Isle.

- Le canton de Limoges-Sud regroupait : deux bureaux de la commune de Limoges, et les communes de : Aureil, Condat-sur-Vienne, Feytiat, Panazol, Saint-Just-le-Martel, Solignac et Le Vigen.

- Le canton de Limoges-Beaupuy regroupait une commune et compte 7 047 habitants au recensement de 2010.

| Communes | Population (2012) | Code postal | Code Insee |
| -------- | ----------------- | ----------- | ---------- |
| Limoges  | 7 047             | 87100       | 87085      |

## Démographie
| 1962 | 1968 | 1975 | 1982 | 1990 | 1999  | 2006  | 2010  |
| ---- | ---- | ---- | ---- | ---- | ----- | ----- | ----- |
| -    | -    | -    | -    | -    | 7 026 | 7 408 | 7 047 |